# Talayuelas
Talayuelas ist ein Ort und eine zentralspanische Gemeinde (municipio) mit 882 Einwohnern (Stand: 2024) im Norden der Provinz Cuenca in der Autonomen Region Kastilien-La Mancha. 

## Lage und Klima
Talayuelas liegt auf der Westseite des Iberischen Gebirges in einer Höhe von ca. 990 m. Die Provinzhauptstadt Cuenca befindet sich gut 85 Kilometer (Fahrtstrecke) westnordwestlich. Das Klima im Winter ist gemäßigt, im Sommer dagegen warm bis heiß. 

## Bevölkerungsentwicklung
| Jahr      | 1970 | 1981 | 1991 | 2001 | 2011 | 2021 |
| Einwohner | 1411 | 1346 | 1251 | 1159 | 1041 | 852  |

## Sehenswürdigkeiten
- Marienkirche (Iglesia de Nuestra Señora de la Asunción)
- Antoniuskapelle